# Automerina cypria
Automerina cypria är en fjärilsart som beskrevs av Gmelin 1788. Automerina cypria ingår i släktet Automerina och familjen påfågelsspinnare. Inga underarter finns listade i Catalogue of Life.